# 280-я стрелковая дивизия (2-го формирования)
Не следует путать с 280-й стрелковой дивизией 1-го формирования
280-я стрелковая Конотопско-Коростеньская Краснознамённая ордена Суворова дивизия — воинское соединение Вооружённых Сил СССР в Великой Отечественной войне. Боевой период: с 6 мая 1942 года по 11 мая 1945 года.

## История
Дивизия сформирована в декабре 1941 года как 280-я стрелковая дивизия 2-го формирования, в неё вошёл и 6 зп, ставший 1031 сп. Весной 1942 года 280-я сд была передана в состав 48-й армии Брянского фронта и заняла оборонительные позиции в районе железнодорожной станции Русский Брод на линии Орёл—Ливны, надёжно прикрывая дорогу на Елец.
В конце 1942 г. дивизия принимала участие в прорыве оборонительных укреплений немцев в районе Ливны и в наступательных операциях около Курска. Особенно отличились пехотинцы в боях за железнодорожную станцию Косоржа, где фашисты были разгромлены, и нашим войскам достались большие трофеи.
Затем дивизия в составе 70-й армии участвовала в освобождении Курска, освободив г. Фатеж и наступая в направлении Орла. Но на подступах к посёлку Тросна наступление застопорилось. Гитлеровцы провели «операцию Буйвол» (Büffel), эвакуировав 9-ю армию генерала Моделя из Ржевского выступа, и заткнули ею брешь к югу от Орла.
После образования в этом районе Курской дуги, 280-я сд обороняла в северной части курского выступа полосу до 12 км по фронту Орловско-Курского направления в составе войск Центрального фронта. Позже 280-я дивизия, получив пополнение, была переброшена в самый центр Курской дуги, в состав войск 60-й армии генерала И. Д. Черняховского, решавшей особые задачи.
Во взаимодействии с другими соединениями дивизия 6 сентября освободила город Конотоп, за что дивизия получила почётное название Конотопской. Вскоре при их активном участии был освобождён город Бахмач. За отличные боевые действия при освобождении города Нежина Приказом Верховного Главнокомандующего соединение было представлено к награждению орденом Красного Знамени.
Дивизия участвовала в освобождении города Нежина Черниговской области. Взламывая оборонительные рубежи гитлеровцев, уничтожая их технику, части 280-й стрелковой дивизии стремительно вышли к реке Десне в районе города Остёр и с ходу её форсировали. Преследуя врага, полки достигли Днепра. В ночь несколько комсомольских групп на подручных средствах форсировали Днепр. 15 дней, точнее суток, продолжалась не утихающая ни днём, ни ночью ожесточённая борьба за расширение плацдарма на правом берегу реки.
29 сентября 1943 года смелой атакой бойцы дивизии овладели селом Страхолесье и не дали противнику отойти в Горностайполь, что сыграло важнейшую роль в боях по расширению плацдарма на запад.
В боевом донесении командира 77-го стрелкового корпуса генерала Козлова говорилось: «Генерал-майор Голосов в боях за переправу через Днепр проявил большое умение, инициативу и находчивость, в результате чего части успешно первыми форсировали реку, заняв на её западном берегу выгодные рубежи. Товарищ Голосов в самые ответственные моменты лично находился на решающих участках боя, воодушевляя личным примером храбрости и героизма бойцов и командиров на славные подвиги».
За участие в боях за Днепр Дмитрию Николаевичу Голосову было присвоено звание Героя Советского Союза. После этого дивизия участвовала в боях за Коростень, за что дивизия была награждена орденом Суворова 2-й степени, за Житомир, Шепетовку.

## Состав[1]
- 1031-й стрелковый полк;
- 1033-й стрелковый полк;
- 1035-й стрелковый полк;
- 840-й артиллерийский полк;
- 368-й отдельный истребительно противотанковый дивизион;
- 315-я отдельная разведывательная рота;
- 583-й отдельный сапёрный батальон;
- 736-й отдельный батальон связи (68-я отдельная рота связи);
- 304-й отдельный медицинско-санитарный батальон;
- 369-я отдельная рота химической защиты;
- 459-я отдельная автотранспортная рота;
- 473-я полевая хлебопекарня;
- 938-й дивизионный ветеринарный лазарет;
- 1689-я полевая почтовая станция;
- 1115-я полевая касса Государственного банка.

## Награды дивизии
- 9 сентября 1943 года — почетное наименование «Конотопская» — присвоено приказом Верховного Главнокомандующего от 9 сентября 1943 года в ознаменование одержанной победы и отличие в боях при освобождении города Конотопа.
- 18 ноября 1943 года — почетное наименование «Коростеньская» — присвоено приказом Верховного Главнокомандующего от 18 ноября 1943 года в ознаменование одержанной победы и отличие в боях при освобождении города Коростень.
- 15 сентября 1943 года —  Орден Красного Знамени — награждена указом Президиума Верховного Совета СССР за образцовое выполнение боевых заданий командования на фронте борьбы с немецкими захватчиками и проявленные при этом доблесть и мужество.[2]
- 17 февраля 1944 года —  Орден Суворова II степени — награждена указом Президиума Верховного Совета СССР за образцовое выполнение боевых заданий командования в боях за освобождение города Шепетовки и проявленные при этом доблесть и мужество.[3]

Награды частей дивизии:
- 1031-й стрелковый Одерский[4] орденов Богдана Хмельницкого (II степени)[5] и Александра Невского[6] полк
- 1033-й стрелковый орденов Суворова[5] и Александра Невского[6]полк
- 1035-й стрелковый орденов Кутузова[5] и Богдана Хмельницкого(II степени)[6] полк
- 840-й артиллерийский ордена Богдана Хмельницкого (II степени)[5] полк
- 368-й отдельный истребительно-противотанковый ордена Красной Звезды[7]дивизион

## Командование

### Командиры
- Голосов, Дмитрий Николаевич (25.12.1941 — 29.06.1942), подполковник, с 19.05.1942 полковник;
- Стефанович, Игнатий Тимофеевич (30.06.1942 — 03.10.1942), полковник;
- Смирнов, Дмитрий Иванович (04.10.1942 — 20.10.1942), полковник;
- Голосов, Дмитрий Николаевич (21.10.1942 — 16.02.1944), полковник, с 22.02.1943 генерал-майор;
- Севастьянов, Иван Александрович (17.02.1944 — 03.04.1944), генерал-майор;
- Симаченков, Филипп Фролович (04.04.1944 — 19.04.1945), полковник;
- Ляшенко, Ефим Антонович (20.04.1945 — 1.05.1945), генерал-майор химических войск (тяжело ранен);
- Вехин, Григорий Иванович (май 1946 — март 1947), генерал-майор[8]

### Начальники штаба
В составе действующей армии:
- 6.5.42-10.8.43
- 1.9.43-11.5.45

## Отличившиеся воины дивизии
| Награда | Ф. И. О.                          | Должность                                                                                            | Звание            | Дата награждения | Примечания |
| ------- | --------------------------------- | --- | ----------------- | ---------------- | ---------- |
|         | Аверьянов, Иван Ильич             | командир стрелкового взвода 1035-го стрелкового полка                                                | старшина          |                  |            |
|         | Аксёнов, Александр Афанасьевич    | парторг 2-го стрелкового батальона 1031-го стрелкового полка                                         | сержант           |                  |            |
|         | Алиназаров, Садык                 | пулемётчик 4-й стрелковой роты 1031-го стрелкового полка                                             | красноармеец      |                  |            |
|         | Аскаров, Алексей Алексеевич       | сапёр 1031-го стрелкового полка                                                                      | красноармеец      |                  |            |
|         | Белопухов, Евстрат Степанович     | командир пулемётного взвода 1033-го стрелкового полка                                                | лейтенант         |                  |            |
|         | Булгаков, Пётр Семёнович          | стрелок 1035-го стрелкового полка                                                                    | красноармеец      |                  |            |
|         | Валеев, Абдулла Хабиевич          | первый номер расчёта противотанкового ружья 1-го стрелкового батальона 1031-го стрелкового полка     | красноармеец      |                  |            |
|         | Волков, Михаил Васильевич         | стрелок 1031-го стрелкового полка                                                                    | красноармеец      |                  |            |
|         | Вяльцев, Фёдор Иванович           | командир орудия артиллерийской батареи 1031-го стрелкового полка                                     | ефрейтор          |                  |            |
|         | Геращенко, Михаил Моисеевич       | командир взвода 3-й стрелковой роты 1035-го стрелкового полка                                        | лейтенант         |                  |            |
|         | Головкин, Павел Иванович          | командир миномётного взвода 1031-го стрелкового полка                                                | лейтенант         |                  |            |
|         | Голосов Дмитрий Николаевич        | командир дивизии                                                                                     | генерал-майор     |                  |            |
|         | Голубев, Александр Назарович      | командир отделения взвода противотанковых ружей 1031-го стрелкового полка                            | младший сержант   |                  |            |
|         | Горчаков Пётр Андреевич           | заместитель командира 1033-го стрелкового полка по политической части                                | подполковник      |                  |            |
|         | Ильченко, Семён Максимович        | командир взвода противотанковых ружей 1031-го стрелкового полка                                      | старший лейтенант |                  |            |
|         | Карачев, Пётр Андрианович         | командир миномётного расчёта 1035-го стрелкового полка                                               | сержант           |                  |            |
|         | Клименко, Григорий Игнатьевич     | командир 1035-го стрелкового полка                                                                   | подполковник      |                  |            |
|         | Кошелев, Василий Гаврилович       | стрелок взвода противотанковых ружей 1033-го стрелкового полка                                       | красноармеец      |                  |            |
|         | Крюков, Василий Иванович          | командир взвода 1031-го стрелкового полка                                                            | младший лейтенант |                  |            |
|         | Маргулян, Лев Маркович            | сапёр сапёрного взвода 1031-го стрелкового полка                                                     | красноармеец      |                  |            |
|         | Марканов, Владимир Михайлович     | стрелок 7-й стрелковой роты 1031-го стрелкового полка                                                | красноармеец      |                  |            |
|         | Мельников, Фёдор Маркович         | командир 7-й стрелковой роты 1035-го стрелкового полка                                               | старший лейтенант |                  |            |
|         | Митькин, Борис Викторович         | командир 1-й миномётной роты 1033-го стрелкового полка                                               | лейтенант         |                  |            |
|         | Мишин, Евгений Васильевич         | командир стрелкового отделения 1035-го стрелкового полка                                             | младший сержант   |                  |            |
|         | Мостовой, Григорий Порфирьевич    | номерной станкового пулемёта 1033-го стрелкового полка                                               | ефрейтор          |                  |            |
|         | Мядзель, Михаил Маркович          | парторг 1-го стрелкового батальона 1031-го стрелкового полка                                         | старший лейтенант |                  |            |
|         | Нестеров, Иван Наумович           | командир 3-й миномётной роты 1033-го стрелкового полка                                               | капитан           |                  |            |
|         | Новиков, Иван Миронович           | командир 1031-го стрелкового полка                                                                   | полковник         |                  |            |
|         | Овсянников, Константин Васильевич | командир отделения 3-й пулемётной роты 1035-го стрелкового полка                                     | сержант           |                  |            |
|         | Парамонов, Иван Григорьевич       | командир взвода роты противотанковых ружей 1031-го стрелкового полка                                 | лейтенант         |                  |            |
|         | Писаренко, Андрей Ефремович       | командир 6-й стрелковой роты 1035-го стрелкового полка                                               | лейтенант         |                  |            |
|         | Полищук, Иосиф Митрофанович       | стрелок 6-й стрелковой роты 1033-го стрелкового полка                                                | красноармеец      |                  |            |
|         | Попов, Николай Михайлович         | командир отделения взвода противотанковых ружей 2-го стрелкового батальона 1031-го стрелкового полка | младший сержант   |                  |            |
|         | Ройченко, Александр Александрович | командир 2-й миномётной роты 1033-го стрелкового полка                                               | старший лейтенант |                  |            |
|         | Рыбалка, Алексей Васильевич       | командир 3-го стрелкового батальона 1033-го стрелкового полка                                        | капитан           |                  |            |
|         | Соловьёв, Иван Алексеевич         | стрелок 1035-го стрелкового полка                                                                    | старший сержант   |                  |            |
|         | Торчигин, Николай Андреевич       | командир 9-й стрелковой роты 1035-го стрелкового полка                                               | старший лейтенант |                  |            |
|         | Хахерин, Илья Кириллович          | командир 2-й стрелковой роты 1033-го стрелкового полка                                               | старший лейтенант |                  |            |
|         | Цыганков, Пётр Николаевич         | командир миномётного расчёта 2-й миномётной роты 1033-го стрелкового полка                           | сержант           |                  |            |
|         | Чута, Дементий Емельянович        | командир отделения 1035-го стрелкового полка                                                         | младший сержант   |                  |            |
|         | Шишкин, Николай Васильевич        | командир отделения 1-й стрелковой роты 1031-го стрелкового полка                                     | младший сержант   |                  |            |
|         | Шкурин, Василий Митрофанович      | заместитель командира 1-го стрелкового батальона по строевой части 1035-го стрелкового полка         | капитан           |                  |            |
|         | Юдин, Александр Дмитриевич        | командир отделения 6-й стрелковой роты 1033-го стрелкового полка                                     | младший сержант   |                  |            |